# Get Your Wings
| Recensione                        | Giudizio      |
| --------------------------------- | ------------- |
| AllMusic                          | [ 3 ]         |
| Robert Christgau                  | B-            |
| The New Rolling Stone Album Guide | [ 5 ]         |
| Sputnikmusic                      | 5.0 (Classic) |
| Piero Scaruffi                    | [ 7 ]         |
| Ondarock                          | [ 8 ]         |
| Dizionario del Pop-Rock           | [ 9 ]         |
| 24.000 dischi                     | [ 10 ]        |

Get Your Wings è il secondo album degli Aerosmith, uscito nel marzo 1974 per l'Etichetta Columbia Records.

## Tracce

### LP
Lato A
1. Same Old Song and Dance – 3:53 (Steven Tyler, Joe Perry)
2. Lord of the Thighs – 4:15 (Steven Tyler)
3. Spaced – 4:21 (Steven Tyler, Joe Perry)
4. Woman of the World – 5:51 (Steven Tyler, Darren Solomon)

Lato B
1. S.O.S. (Too Bad) – 2:50 (Steven Tyler)
2. Train Kept A-Rollin' – 6:05 (Tiny Bradshaw, Howard Kay, Lois Mann)
3. Seasons of Wither – 5:07 (Steven Tyler)
4. Pandora's Box – 5:42 (Steven Tyler, Joey Kramer)

## Formazione
Gruppo
- Steven Tyler - voce solista, armonica
- Steven Tyler - pianoforte (brani: Lord of the Thigs e Pandora's Box)
- Steven Tyler - chitarra acustica (brano: Seasons of Wither)
- Joe Perry - chitarra elettrica, chitarra a 12 corde, chitarra slide, chitarra acustica
- Brad Whitford - chitarre elettriche
- Tom Hamilton - basso elettrico
- Joey Kramer - batteria, percussioni

Altri musicisti
- Michael Brecker - sassofono tenore (brani: Same Old Song and Dance e Pandora's Box)
- Stan Bronstein - sassofono baritono (brani: Same Old Song and Dance e Pandora's Box)
- Randy Brecker - tromba (brano: Same Old Song and Dance)
- Jon Pearson - trombone (brano: Same Old Song and Dance)
- Ray Colcord - tastiere (brano: Spaced)

Note aggiuntive
- Jack Douglas e Ray Colcord - produttori (per la My Own Production Co. Ltd.)
- Bob Ezrin - produttore esecutivo
- Registrazioni effettuate al Record Plant Studios di New York City, New York (Stati Uniti)
- Jay Messina, Jack Douglas e Rod O'Brien - ingegneri delle registrazioni
- David Krebs, Frank Connelly, Steve Leber - direzione[12]

## Classifica
Album
| Anno | Classifica    | Posizione raggiunta |
| ---- | ------------- | ------------------- |
| 1975 | Billboard 200 | 74                  |